# 핀란드 이름
| #  | 성씨                   | 낱말 뜻(말밑)     | 인구수 |
| -- | ---------------------- | ----------------- | ------ |
| 1  | 비르타넨(Virtanen)     | virta "강"        | 23624  |
| 2  | 코르호넨(Korhonen)     | korho "귀머거리"  | 23572  |
| 3  | 니에미넨(Nieminen)     | niemi "곶"        | 21434  |
| 4  | 매키넨(Mäkinen)        | mäki "언덕"       | 21360  |
| 5  | 매켈래(Mäkelä)         | mäki "언덕"       | 19608  |
| 6  | 해맬래이넨(Hämäläinen) | Häme "Tavastia"   | 19412  |
| 7  | 라이네(Laine)          | laine "물결,파도" | 18933  |
| 8  | 코스키넨(Koskinen)     | koski "빠름"      | 18009  |
| 9  | 헤이키넨(Heikkinen)    | Heikki < 헨리크   | 17960  |
| 10 | 얘르비넨(Järvinen)     | järvi "호수"      | 17180  |

핀란드 이름(Suomalaiset nimet)은 핀란드에서 쓰는 인명을 말한다. 핀란드 사람은 반드시 성이 있고, 이름은 1~3개가 있는데, 이름은 부모가 짓지만, 성은 보통 아버지 성을 물려받는다. 핀란드의 작명 전통은 서로 다른 지역에서 여러 가지 종류가 있었는데, 서로 통합된 것은 20세기에 들어서였다. 1921년에 성명에 관한 법률이 처음으로 성문화되어 성을 갖는 것이 의무화되었다. 1930년~1985년 동안 결혼한 여성이 남편 성을 따라가는 핀란드 서부지역의 관습이 법제화되었다. 핀란드 동부지역에서는 그런 예가 일반화하지 않았다. 부칭은 쓰이지 않으며, 최근까지 금지되었다.
핀란드의 이름은 보통 다른 유럽국가들과 같이 성경 인명에서 따오는 경우가 많지만, (예를 들어 유까Jukka라는 이름은 요한과 어원이 같다.) 핀란드와 스웨덴 고유의 이름도 흔하다.
라틴 문자로 쓰인 핀란드 이름은 핀란드 정서법에 따라 읽어야 한다. j는 영어 you의 첫소리와 같은 반자음이며, y는 프랑스어 u철자[ㅟ]의 발음과 비슷하다. 같은 철자가 두번 겹친 경우에는 길게 발음한다. 핀란드어
알파벳에서 움라우트가 붙은 자모('ä'나'ö')를 표시할 수 없는 경우에는 움라우트 기호를 떼고 그냥 a나 o로 쓰기도 하므로, 잘 구별해야 한다. 핀란드는 역사상의 이유로 스웨덴어가 공동 공용어이며, 따라서 스웨덴 성이나 이름을 쓰는 사람도 적지 않다.